# باشگاه فوتبال پرستون نورث اند
باشگاه فوتبال پرستون نورث اند (به انگلیسی: Preston North End Football Club) یک باشگاه فوتبال در شهر پرستون، کشور انگلستان است که در سال 1880 میلادی تأسیس شده‌است. این تیم در دوره اول این مسابقات با 19 امتیاز قهرمان لیگ شد که یک رکورد محسوب می‌شود.این تیم نخستین قهرمان لیگ انگلستان است که در اولین دوره لیگ انگلستان فصل 1888-1889 قهرمان شد.
این تیم در فصل 1888-1889 لیگ انگلیس را بدون باخت قهرمان شدند.به احتمال زیاد این اولین بار در جهان است که یک تیم بدون باخت لیگ را پشت سر گذاشته است

## بازیکنان برجسته
دیوید بکهام

## هماوردان و رقبا
رقیب اصلی باشگاه فوتبال پرستون نورث اند باشگاه فوتبال بلکپول میباشد. استادیوم اختصاصی دو باشگاه حدود ۱۷ مایل از یکدیگر فاصله دارد و جدال دوباشگاه به نام دربی لنکشایر غربی معروف است که اولین دیدار درسال ۱۹۰۱ برگزار شد دو تیم تا کنون ۹۶ بار در چهار سطح فوتبال انگلستان مقابل هم قرار گرفته اند.

## افتخارات
لیگ انگلستان:(۲بار) 
قهرمان : ۱۸۸۹-۱۸۸۸ ٫ ۱۸۹۰-۱۸۸۹ 
جام حذفی انگلستان:(۲بار) 
قهرمان:۱۸۸۹-۱۸۸۸ ٫ ۱۹۳۸-۱۹۳۷ 
چمپیونشیپ:(۳بار):
۱۹۰۳-۱۹۰۴ ٫ ۱۹۱۲-۱۹۱۳ ٫ ۱۹۵۰-۱۹۵۱

## مربیان برجسته
- دیوید مویس